# 와코 가즈야
와코 가즈야(일본어: 若生 和也, 1944년 11월 16일 ~ )는 일본의 전 프로 야구 선수이다. 미야기현 시오가마시 출신이며 현역 시절 포지션은 투수였다.

## 인물
시오가마 고등학교 시절에는 강한 어깨를 자랑하는 포수였다. 고교 졸업 후 사회인 야구팀인 센다이 철도국에 입단하여 투수로 전환됐고 그 후 이와사키 전기를 거쳐 입정교성회에 이적했다. 1965년에 열린 제36회 도시 대항 야구 대회에 첫 출전하여 대회 역사에 남는 대규모 응원단 하에 1차전에서 고토 히로시를 구원하여 호투하는 등 미에 교통을 누르고 팀의 첫 승리에 기여했다. 하지만 2차전에서는 마쓰시타 전기에게 막혀 패했다. 당시 팀 동료로는 다나카 다쓰지(사기노미야 제작소로부터 보강)가 있었다.
1967년에는 에이스로서 제38회 도시 대항 야구 대회에 다시 출전했다. 이 대회의 1차전에서는 미쓰비시 중공업 고베를 상대로 완투승을 거두었고, 2차전에서는 일본 악기를 상대로 호투했지만 9회말에 끝내기 홈런을 맞으며 패했다. 이때 팀 동료로는 이와사키 요시오, 감독 겸임의 곤 히로아키가 있었다.
입정교성회 야구부 해체 결정에 따라 1967년 프로 야구 드래프트 회의에서 주니치 드래건스로부터 3순위 지명을 받고 곤 히로아키와 함께 입단했다. 1년째인 1968년부터 1군에 합류하여 같은 해 8월 15일에 데뷔 첫 선발을 이뤘다. 8월 22일 세 번째 선발 등판을 이루면서 히로시마의 오바 스스무와 투수전을 벌여 6이닝을 5피안타 2실점으로 막아내 데뷔 첫 승리 투수가 됐다.
1972년 오프에 제3차 선발 회의(트레이드 회의) 대상이 되어 롯데 오리온스로 이적했고 1973년을 마지막으로 현역에서 은퇴했다.
속구와 슬라이더, 커브, 슈토가 주무기인 본격파 투수였다.

## 상세 정보

### 출신 학교
- 미야기현 시오가마 고등학교

### 선수 경력
- 이와사키 전기
- 입정교성회
- 주니치 드래건스(1968년 ~ 1972년)
- 롯데 오리온스(1973년)

### 등번호
- 59(1968년)
- 32(1969년 ~ 1972년)
- 26(1973년)

### 연도별 투수 성적
| 연 도      | 소 속      | 등 판 | 선 발 | 완 투 | 완 봉 | 무 4 구 | 승 리 | 패 전 | 세 이 브 | 홀 드 | 승 률 | 타 자 | 이 닝 | 피 안 타 | 피 홈 런 | 볼 넷 | 고 4 | 몸 맞 | 탈 삼 진 | 폭 투 | 보 크 | 실 점 | 자 책 점 | 평 자 책 | W H I P |
| ---------- | ---------- | ----- | ----- | ----- | ----- | ------- | ----- | ----- | -------- | ----- | ----- | ----- | ----- | -------- | -------- | ----- | ---- | ----- | -------- | ----- | ----- | ----- | -------- | -------- | ------- |
| 1968년     | 주니치     | 14    | 4     | 0     | 0     | 0       | 1     | 2     | --       | --    | .333  | 127   | 32.1  | 24       | 2        | 10    | 1    | 2     | 15       | 0     | 1     | 15    | 15       | 4.22     | 1.05    |
| 1969년     | 주니치     | 5     | 0     | 0     | 0     | 0       | 0     | 0     | --       | --    | ----  | 37    | 7.2   | 11       | 0        | 3     | 0    | 0     | 6        | 1     | 0     | 7     | 6        | 6.75     | 1.83    |
| 1970년     | 주니치     | 35    | 9     | 0     | 0     | 0       | 1     | 7     | --       | --    | .125  | 346   | 77.2  | 79       | 10       | 35    | 4    | 4     | 39       | 0     | 0     | 41    | 37       | 4.27     | 1.47    |
| 1972년     | 주니치     | 25    | 0     | 0     | 0     | 0       | 2     | 0     | --       | --    | 1.000 | 183   | 41.1  | 49       | 6        | 16    | 2    | 0     | 28       | 4     | 0     | 24    | 22       | 4.83     | 1.57    |
| 1973년     | 롯데       | 11    | 1     | 0     | 0     | 0       | 1     | 0     | --       | --    | 1.000 | 79    | 17.0  | 27       | 5        | 2     | 0    | 1     | 9        | 1     | 0     | 16    | 15       | 7.94     | 1.71    |
| 통산 : 5년 | 통산 : 5년 | 90    | 14    | 0     | 0     | 0       | 5     | 9     | --       | --    | .357  | 772   | 176.0 | 190      | 23       | 66    | 7    | 7     | 97       | 6     | 1     | 103   | 95       | 4.86     | 1.45    |